# Bamberg Bears
I Bamberg Bears sono stati una squadra di football americano di Bamberga, in Germania, fondata il 7 maggio 1986.
La sezione maschile non è mai salita oltre il terzo livello nazionale, mentre quella femminile ha vinto 3 titoli tedeschi (due dei quali non ufficiali).

## Dettaglio stagioni

### Tornei nazionali

#### Campionato

##### Damenbundesliga
| Stagione | regular season | regular season | regular season | regular season | regular season | regular season | playoff | playoff | playoff | playoff | playoff | playoff     | playoff              |
|          | Vin            | Par            | Per            | Tot            | PF             | PS             | Vin     | Per     | Tot     | PF      | PS      | risultato   | avversaria           |
| -------- | -------------- | -------------- | -------------- | -------------- | -------------- | -------------- | ------- | ------- | ------- | ------- | ------- | ----------- | -------------------- |
| 1990     | ?              | ?              | ?              | ?              | ?              | ?              | ?       | ?       | ?       | ?       | ?       | Campionesse | Hannover Ambassadors |
| 1991     | ?              | ?              | ?              | ?              | ?              | ?              | ?       | ?       | ?       | ?       | ?       | Campionesse | [ 1 ]                |
| 1992     | ?              | ?              | ?              | ?              | ?              | ?              | ?       | ?       | ?       | ?       | ?       | Campionesse | Mülheim Shamrocks    |
| 1993     | ?              | ?              | ?              | ?              | ?              | ?              | ?       | ?       | ?       | ?       | ?       | ?           | ?                    |
| Totale   | ?              | ?              | ?              | ?              | ?              | ?              | ?       | ?       | ?       | ?       | ?       |             |                      |

Fonti: Enciclopedia del Football - A cura di Roberto Mezzetti

##### Regionalliga/Bayernliga (terzo livello)
| Stagione | regular season | regular season | regular season | regular season | regular season | regular season | playoff | playoff | playoff | playoff | playoff | playoff      | playoff           |
|          | Vin            | Par            | Per            | Tot            | PF             | PS             | Vin     | Per     | Tot     | PF      | PS      | risultato    | avversaria        |
| -------- | -------------- | -------------- | -------------- | -------------- | -------------- | -------------- | ------- | ------- | ------- | ------- | ------- | ------------ | ----------------- |
| 1987     | 5              | 0              | 1              | 6              | 175            | 88             | 0       | 2       | 2       | 0       | 64      | Non promossi | Straubing Spiders |
| 1988     | 7              | 0              | 1              | 8              | 238            | 102            | 1       | 1       | 2       | 19      | 43      | Non promossi | Fürth Buffalos    |
| 1989     | 1              | 0              | 5              | 6              | 123            | 226            | -       | -       | -       | -       | -       | -            | -                 |
| 1990     | 6              | 0              | 4              | 10             | 270            | 99             | -       | -       | -       | -       | -       | -            | -                 |
| 1991     | 0              | 0              | 6              | 6              | 21             | 245            | -       | -       | -       | -       | -       | -            | -                 |
| 1992     | 2              | 0              | 8              | 10             | 112            | 274            | -       | -       | -       | -       | -       | -            | -                 |
| 1994     | 3              | 1              | 4              | 8              | 106            | 96             | -       | -       | -       | -       | -       | -            | -                 |
| 1997     | 3              | 0              | 7              | 10             | 204            | 260            | -       | -       | -       | -       | -       | -            | -                 |
| 1998     | 7              | 0              | 2              | 9              | 206            | 102            | 0       | 2       | 2       | 0       | 33      | Retrocessi   | Mannheim Redskins |
| 1999     | 3              | 1              | 6              | 10             | 113            | 153            | -       | -       | -       | -       | -       | -            | -                 |
| 2000     | 3              | 0              | 9              | 12             | 299            | 464            | -       | -       | -       | -       | -       | -            | -                 |
| Totale   | 40             | 2              | 55             | 97             | 1767           | 2109           | 1       | 5       | 6       | 19      | 140     |              |                   |

Fonti: Enciclopedia del Football - A cura di Roberto Mezzetti

##### Landesliga (quarto livello)/Bayernliga (quarto livello)
| Stagione | regular season | regular season | regular season | regular season | regular season | regular season | playoff | playoff | playoff | playoff | playoff | playoff                | playoff             |
|          | Vin            | Par            | Per            | Tot            | PF             | PS             | Vin     | Per     | Tot     | PF      | PS      | risultato              | avversaria          |
| -------- | -------------- | -------------- | -------------- | -------------- | -------------- | -------------- | ------- | ------- | ------- | ------- | ------- | ---------------------- | ------------------- |
| 1993     | 9              | 0              | 1              | 10             | 400            | 106            | -       | -       | -       | -       | -       | -                      | -                   |
| 1995     | 4              | 0              | 4              | 8              | 157            | 132            | 1       | 0       | 1       | 48      | 0       | Partite di piazzamento | Gersthofen Cobras   |
| 1996     | 7              | 0              | 1              | 8              | 233            | 102            | 1       | 1       | 2       | 40      | 36      | Playoff                | -                   |
| 2001     | 3              | 0              | 5              | 8              | 155            | 201            | 2       | 0       | 2       | 40      | 0       | Settimo posto          | Starnberg Argonauts |
| 2002     | 4              | 0              | 4              | 8              | 190            | 170            | 2       | 0       | 2       | 42      | 32      | Terzo posto            | Kaufbeuren Vandals  |
| 2003     | 5              | 1              | 4              | 10             | 209            | 210            | -       | -       | -       | -       | -       | -                      | -                   |
| 2004     | 3              | 0              | 5              | 8              | 116            | 290            | -       | -       | -       | -       | -       | -                      | -                   |
| 2005     | 0              | 0              | 6              | 6              | 76             | 176            | 1       | 1       | 2       | 32      | 35      | Ottavo posto           | Starnberg Argonauts |
| 2008     | 6              | 0              | 4              | 10             | 212            | 125            | -       | -       | -       | -       | -       | -                      | -                   |
| 2009     | 3              | 1              | 6              | 10             | 130            | 187            | -       | -       | -       | -       | -       | -                      | -                   |
| 2012     | 2              | 0              | 8              | 10             | 100            | 269            | -       | -       | -       | -       | -       | -                      | -                   |
| Totale   | 43             | 2              | 43             | 88             | 1823           | 1577           | 5       | 2       | 7       | 162     | 103     |                        |                     |

Fonti: Enciclopedia del Football - A cura di Roberto Mezzetti

##### Verbandsliga/Landesliga (quinto livello)
| Stagione | regular season | regular season | regular season | regular season | regular season | regular season | playoff | playoff | playoff | playoff | playoff | playoff    | playoff           |
|          | Vin            | Par            | Per            | Tot            | PF             | PS             | Vin     | Per     | Tot     | PF      | PS      | risultato  | avversaria        |
| -------- | -------------- | -------------- | -------------- | -------------- | -------------- | -------------- | ------- | ------- | ------- | ------- | ------- | ---------- | ----------------- |
| 2006     | 7              | 0              | 3              | 10             | 222            | 167            | -       | -       | -       | -       | -       | -          | -                 |
| 2007     | 5              | 0              | 3              | 8              | 165            | 85             | -       | -       | -       | -       | -       | -          | -                 |
| 2010     | 7              | 0              | 3              | 10             | 209            | 73             | 0       | 1       | 1       | 6       | 34      | Semifinale | Ingolstadt Dukes  |
| 2011     | 9              | 0              | 1              | 10             | 237            | 110            | 2       | 0       | 2       | 68      | 50      | Campioni   | Landsberg X-press |
| 2013     | 8              | 0              | 2              | 10             | 408            | 111            | -       | -       | -       | -       | -       | -          | -                 |
| 2014     | 5              | 0              | 5              | 10             | 168            | 190            | -       | -       | -       | -       | -       | -          | -                 |
| 2015     | 0              | 0              | 10             | 10             | 66             | 326            | -       | -       | -       | -       | -       | -          | -                 |
| 2016     | 4              | 0              | 6              | 10             | 125            | 178            | -       | -       | -       | -       | -       | -          | -                 |
| 2017     | 2              | 0              | 7              | 9              | 100            | 144            | -       | -       | -       | -       | -       | -          | -                 |
| Totale   | 47             | 0              | 40             | 87             | 1600           | 1384           | 2       | 1       | 3       | 74      | 84      |            |                   |

Fonti: Enciclopedia del Football - A cura di Roberto Mezzetti

## Palmarès
- 3 Ladies Bowl (1990[2], 1991[2], 1992)